# یایوئی

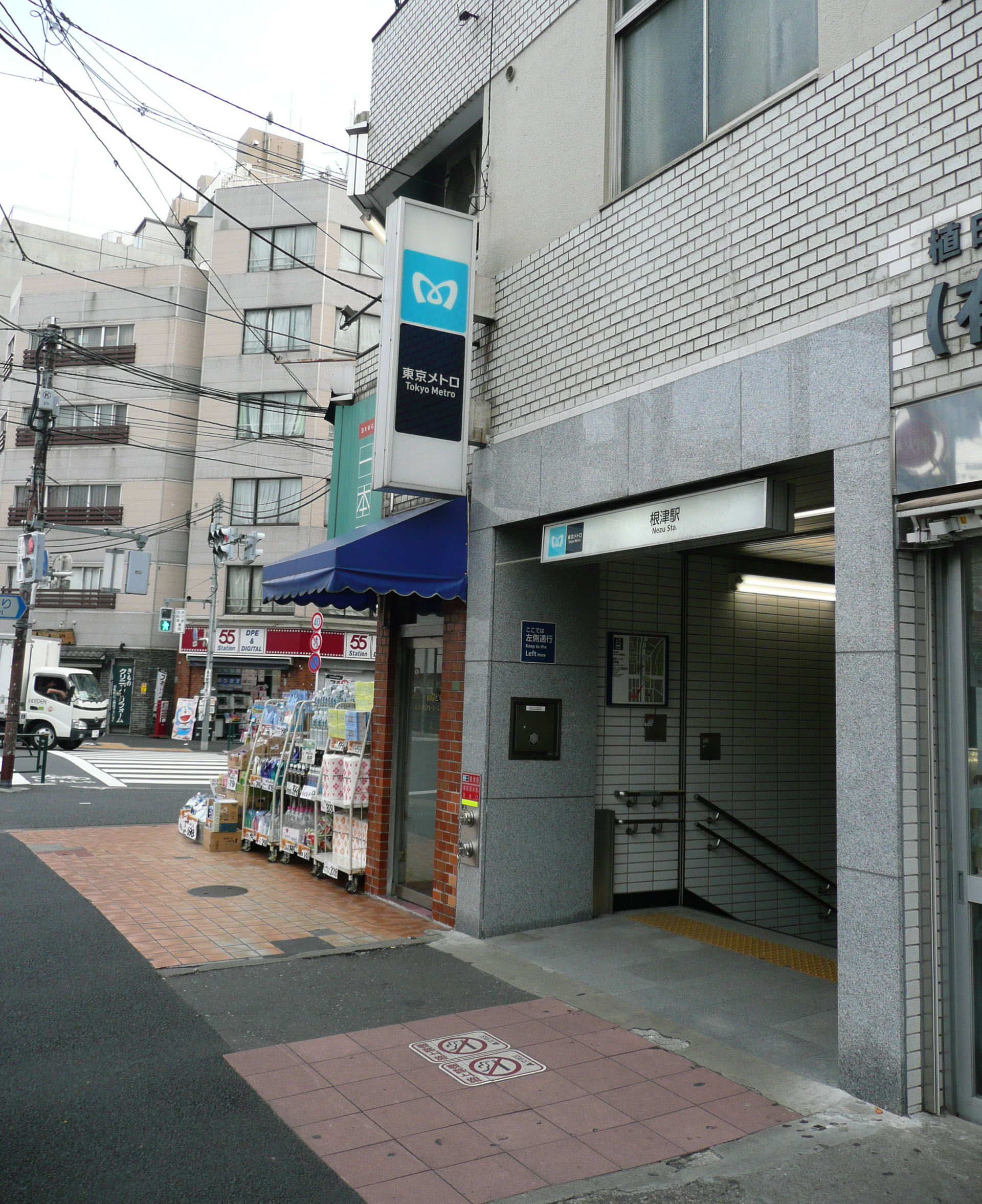
ایستگاه نزو.

یایوئی (به ژاپنی: (弥生, Yayoi) یکی از محله‌های توکیو پایتخت ژاپن است که در منطقهٔ بونکئو واقع شده‌است. این محله به ۲ محلهٔ کوچکتر تقسیم می‌شود.

## ایستگاه راه‌آهن
- متروی توکیو، خط نامبوکو، ایستگاه تودای مائه
- متروی توکیو، خط چیودا، ایستگاه نزو (根津駅) به انگلیسی Nezu